# Баядерка (балет)
«Баядерка» — балет на 3 дії 5 картин з апофеозом балетмейстера Маріуса Петіпа на музику Людвіга Мінкуса. Вперше показаний в бенефісі Катерини Вазем 23 січня 1877 року на сцені петербурзького Великого театру.
«Баядерка» великою мірою перекликається з балетом «Сакунтала», який поставив його брат Люсьєн Петіпа для балету Паризької опери у 1858 році (музика Рейєра, сценарій Теофіля Готьє за однойменною драмою індійського поета IV століття Калідасі).
Літературним джерелом балету «Баядерка» стали драма «Шакунтала» й балада «Бог і баядерка» Гете (нім. Der Gott und die Bajadere). В основі сюжету — східна романтична легенда про трагічне кохання баядерки та хороброго воїна.
Баядерку часто асоціюють з колоніалізмом і пропагандою, які спотворюють індійську культуру та увічнюють ідею про колоніальну владу Європи. Перші постановки характерисувалися спрощенням, сексуалізацією і дегуманізацією персонажів, а також ідеями расової переваги і патріархального панування. 

## Дійові особи
- Нікія, баядерка (прихрамова танцівниця)
- Солор, відомий і багатий кшатрія
- Дугманта, раджа Гольконда
- Гамзатті, його донька
- Великий Брамін
- Магедавея, факір
- Толорагва, воїн
- Айя, невільниця
- Браміни, браматшори, судри (слуги раджі), воїни, баядерки, факіри, мандрівники, індійський народ, музиканти та мисливці

## Сюжет
Дія перша
Воїн Солор з друзями полював на тигра у священному лісі. Разом з факіром Магедавея він відстає від інших мисливців для того, щоб поговорити з баядеркою Нікією, яка живе на пагоді в глибині лісу. Там йдуть приготування до свята вогню. Урочисто виходить Великий брамін, за ним браматшори та баядерки. Нікія починає священний танець. Великий брамін захоплений нею, але баядерка відкидає його почуття. Брамін погрожує Нікії, але вона очікує Солора. Магедавея повідомляє їй, що Солор неподалік. Всі розходяться. Настає ніч. До храму приходить Солор. Він пропонує Нікії бігти з ним і над священним вогнем дає клятву вічно любити її. Побачення перериває Великий брамін. Палаючи ревнощами, він планує жорстоку помсту. Зранку біля храму з'являються мисливці із вбитим тигром, баядерки, що йдуть за священною водою. Солор йде з мисливцями.
У своєму палаці раджа Дугманта оголошує дочці Гамзатті про те, що має намір видати її заміж за Солора. Солор намагається відхилити пропозицію, але раджа оголошує, що весілля відбудеться дуже скоро. З'являється Великий брамін. Видаливши усіх, раджа вислуховує його. Той повідомляє про побачення Солора з баядеркою. Раджа вирішує вбити Нікію. Брамін нагадує, що баядерка належить богові Вішну. Її вбивство накличе гнів Вішну — убити потрібно Солора! Дугманта вирішує під час свята надіслати Нікії кошик квітів з отруйною змією усередині. Розмову раджі та браміна підслуховує Гамзатті. Вона велить покликати Нікію і, запропонувавши їй танцювати завтра на весіллі, показує портрет свого нареченого. Нікія приголомшена. Гамзатті пропонує їй багатства, якщо вона залишить країну, але Нікія не може відмовитися від коханого. У гніві вона кидається на суперницю з кинджалом. Тільки вірна служниця рятує Гамзатті. Баядерка втікає. Розгнівана Гамзатті прирікає Нікію на смерть.
У саду перед палацом раджі починається свято. З'являються Дугманта і Гамзатті. Раджа велить Нікії розважати публіку. Баядерка танцює. Гамзатті наказує передати їй кошик із квітами. Схована у квітах змія жалить дівчину. Нікія прощається з Солором і нагадує йому, що він клявся любити її вічно. Великий брамін пропонує Нікії протиотруту, але вона віддає перевагу смерті. Раджа і Гамзатті радіють.
Дія друга
Солор сумує за Нікією. Магедавея приносить йому опіум. Солорові сниться царство тіней де знаходиться душа Нікії. Приходять воїни, які хочуть підготувати його до весілля, але видіння Солора не припиняються.
Дія третя
Весільна церемонія. Золотий Божок танцює у тіні статуї Будди, баядерки виконують ритуальний танець. Солор знову бачить постать Нікії. Як тільки Великий брамін закінчує весільний обряд, відбувається землетрус — це розгнівані боги руйнують храм, де знаходиться клятвопорушник Солор. Усі присутні на шлюбній церемонії теж гинуть під завалами храму. Душі Солора і Нікії, нарешті, з'єднуються на небесах.

## Історія постановок

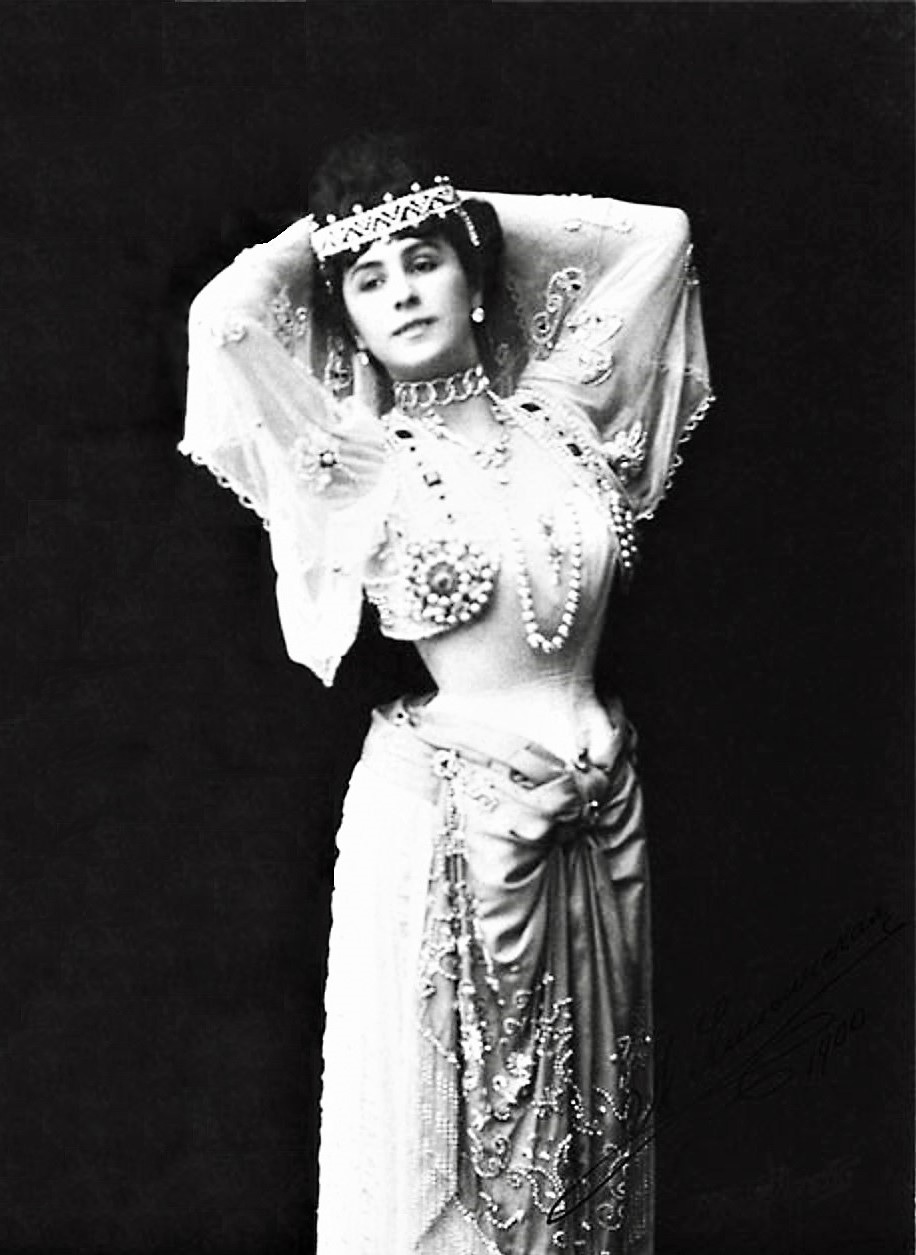
Кшесінська Матильда в ролі Нікії в балеті «Баядерка». Постановка Маріуса Петіпа (1900)

Перший показ відбувся в бенефісі Катерини Вазем 23 січня 1877 року на сцені петербурзького Великого театру. В прем'єрі брали участь: Нікія — Катерина Вазем, Гамзатті — Марія Горшенкова, цар Дугманта — Хрістіан Йогансон, Великий брамін — Микола Гольц, джампе — Матильда Мадаєва, індуський — Фелікс Кшесінський, Олександр Пишо і Любов Радіна, ману — В.Жукова;диригент — Олексій Папков. Автори декорацій: Бочаров, Вагнер, Шишков, Андреєв, Роллер, Ламбін.
- 1926 — Київський театр опери і балету (перший балет театру)[3]
- 1992 — Паризька опера, постановка Рудольфа Нурєєва (асистент постановника — Нінель Кургапкіна)
- 1999 — Віденська опера, балетмейстер Володимир Малахов (Нікія — Брігіт Стадлер, Солор — Володимир Малахов, Гамзатті — Сімона Ножа)
- 2013 — Національна опера України, постановка Наталії Макарової, диригент — Микола Дядюра, художник — В'ячеслав Окунєв (Нікія — Олена Філіп'єва, Солор — Денис Матвієнко)
- N.A. — Одеський театр опери та балету, художниця-постановниця — заслужена художниця України Наталія Бевзенко-Зінкіна[4]